# Imperial (J-Body)
Der auf der J-Plattform basierende Imperial war ein Coupé der Personal-Luxury-Car-Klasse, das Chrysler von 1981 bis 1983 auf dem nordamerikanischen Markt anbot. Mit ihm wurde eine Markenbezeichnung wiederbelebt, die der Chrysler-Konzern bis Mitte der 1970er-Jahre für seine teuersten Modelle verwendet hatte (siehe Imperial). Das exklusive Imperial-Coupé erregte Aufsehen durch sein außergewöhnliches Design, war aber wirtschaftlich ein Misserfolg. Nur 12.300 Exemplare wurden gebaut. Heute gehört der Wagen in den Vereinigten Staaten zu den gesuchten Youngtimern. In den Jahren 1990 bis 1993 produzierte Chrysler dann noch einmal Limousinen-Modelle mit dem Namen Chrysler Imperial, um Konkurrenzmodellen wie dem Cadillac Seville und dem Lincoln Continental ein eigenes Modell entgegensetzen zu können.

## Hintergrund

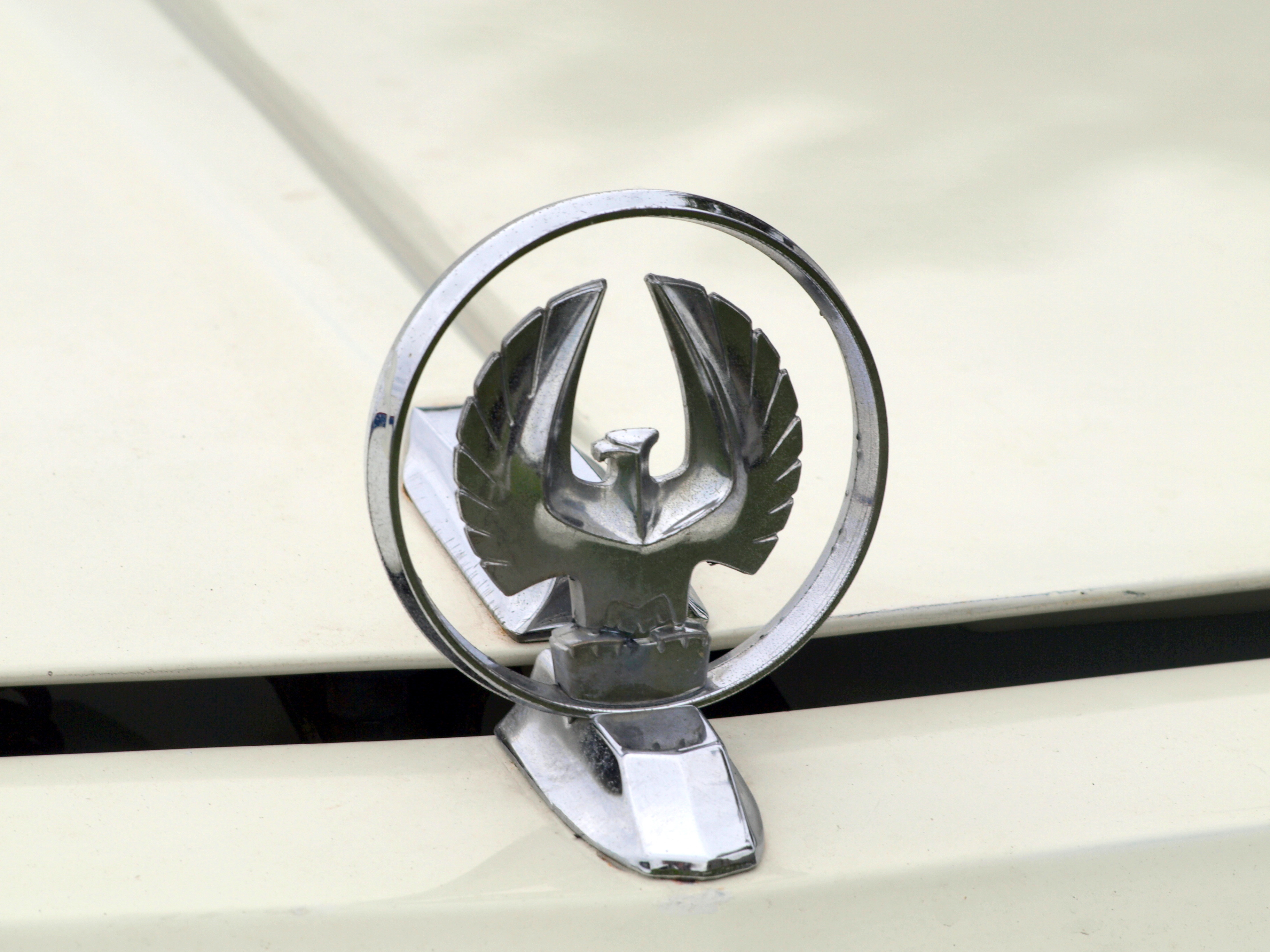
Emblem klassischer Imperial-Modelle: Der kaiserliche Adler. Die Modelle der Jahre 1981 bis 1983 trugen statt des Adlers einen Pentastar als Kühleremblem.

In den ersten Jahrzehnten seiner Existenz hatte der Chrysler-Konzern seine teuersten und exklusivsten Automodelle unter der Marke Chrysler verkauft; als Modellbezeichnung wurde dabei zumeist der Begriff Imperial („kaiserlich“) gewählt. Zum Modelljahr 1955 wurde Imperial zu einer eigenständigen Automarke unter dem Chrysler-Dach aufgewertet, die im Marktsegment der Oberklasse mit Cadillac (General Motors) und Lincoln (Ford Motor Company) konkurrieren sollte. In den folgenden 20 Jahren blieb Imperial Chryslers Top-Marke, konnte sich aber gegen die Konkurrenzmarken der anderen amerikanischen Konzerne nicht durchsetzen. Mit Ausnahme der Modelljahre 1959 und 1960 setzte Imperial regelmäßig deutlich weniger Automobile ab als Cadillac und Lincoln. Dies lag einerseits an der fehlenden Historie der Marke – in der Öffentlichkeit hießen die Autos weiterhin „Chrysler Imperials“ –; andererseits zeigten die Imperial-Modelle technisch und äußerlich eine enge Verwandtschaft zu den preiswerteren Fahrzeugen von Chrysler, Dodge und Plymouth. Im Laufe der Jahre nahm die Ähnlichkeit stetig zu; die letzte Imperial-Generation, die von 1974 bis 1975 angeboten wurde, war nur noch ein hochwertig ausgestatteter Chrysler New Yorker, der sich vom Basisfahrzeug durch verdeckte Scheinwerfer unterschied. Nachdem 1975 nur noch 8800 Imperials verkauft worden waren, stellte der Chrysler-Konzern die Marke Imperial ein. Die bisherigen Imperial-Modelle wurden in den folgenden drei Jahren äußerlich unverändert, allerdings mit deutlichem Preisnachlass unter der Bezeichnung Chrysler New Yorker Brougham verkauft.
Die Einstellung der Marke Imperial fiel zusammen mit einer schweren wirtschaftlichen Krise des Chrysler-Konzerns, die 1979 beinahe zur Insolvenz führte. Als Grund für die Probleme wird zumeist darauf verwiesen, dass Chrysler nicht rechtzeitig auf die Ölkrisen der 1970er-Jahre reagiert und es versäumt habe, frühzeitig kleinere, verbrauchsgünstigere Autos zu entwickeln. Als der ehemalige Ford-Manager Lee Iacocca im Herbst 1978 die Führung des Chrysler-Konzerns übernahm, stellte er umgehend die Produktion der unrentablen, nicht mehr attraktiven Modelle der C-Plattform (Chrysler Newport/New Yorker) und der B-Plattform (Dodge Monaco und Plymouth Fury) ein. Zugleich forcierte er die Entwicklung des kompakten, frontgetriebenen Chrysler K-Cars, das ab Herbst 1980 verkauft wurde und wesentlich zur Rettung des Unternehmens beitrug.
Zeitgleich mit dem kleinen, frontgetriebenen K-Car stellte Chrysler das Imperial-Coupé vor, ein großes, schweres Auto, mit dem Chrysler wieder in der Oberklasse präsent war. Iacocca sah darin einen Widerspruch zu seiner Unternehmenspolitik. Er distanzierte sich noch vor der Markteinführung öffentlich von dem Imperial und erklärte, das Projekt sei von dem früheren Chrysler-Management beschlossen worden; bei seiner Amtsübernahme sei es zu weit fortgeschritten gewesen, um es noch zu stoppen.

## Entwicklungsgeschichte
Das Fahrzeug wurde anfänglich unter dem Projektnamen La Scala entwickelt; erst kurz vor der Markteinführung entschied sich das Chrysler-Management, den Namen Imperial wieder aufleben zu lassen.
Der Imperial basierte auf der J-Plattform des Chrysler-Konzerns. Bei ihr handelte es sich um eine modifizierte Version der 1976 vorgestellten M-Plattform, die ihrerseits von der F-Plattform (Dodge Aspen, Plymouth Volare) abgeleitet worden war. Die J-Plattform wurde seit 1979 für die zweite Serie des Chrysler Cordoba sowie für dessen Zwilling Dodge Mirada verwendet. Von diesen Modellen übernahm der Imperial die grundlegende technische Konzeption, das Fahrwerk, die Mechanik und auch viele Karosserie- und Glaselemente.

### Design

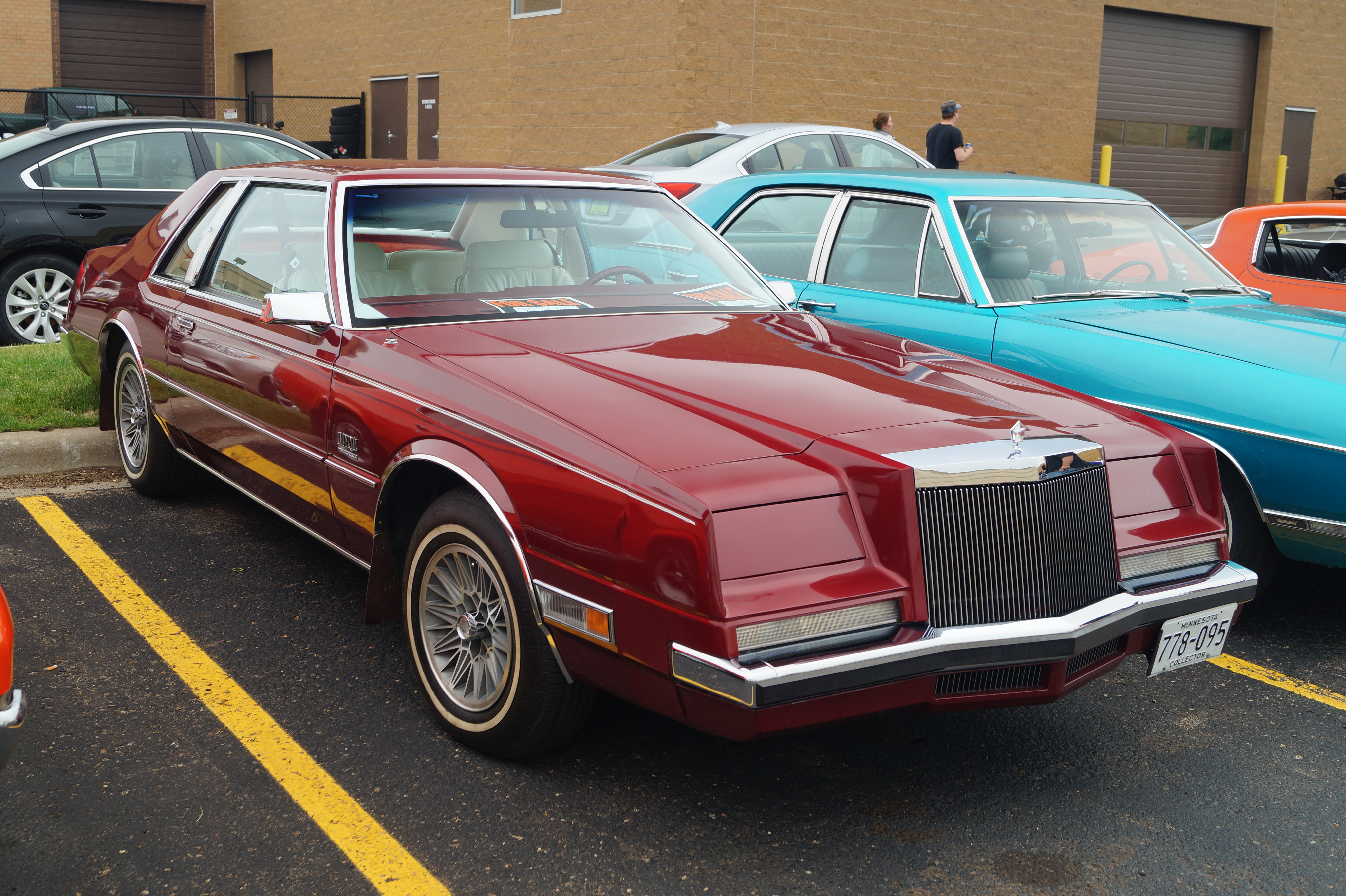
Mit Klappscheinwerfern und Waterfall Grill: Chrysler Imperial

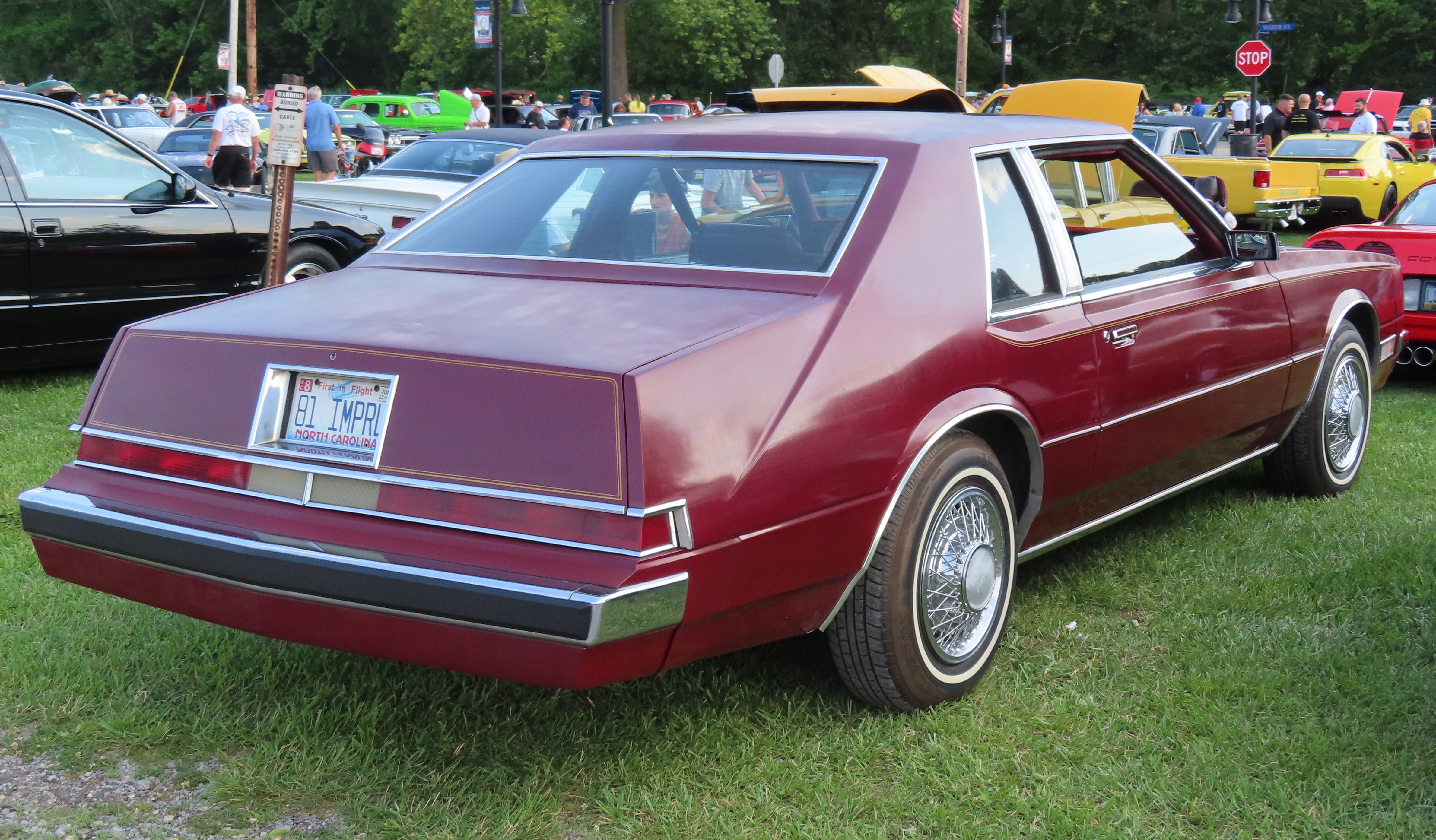
Wie aufgesetzt wirkendes Hooper-Heck

Das Grundkonzept des Designs einschließlich seiner Besonderheiten stand bereits im Januar 1977 fest.
Das Design des Imperial basierte auf dem jüngeren Chrysler Cordoba, wies aber an der Front- und an der Heckpartie Besonderheiten auf. Die Gestaltung des Imperial war eine Arbeit des Chrysler-Stylisten Steve Bollinger; vorübergehend war auch der in Italien lebende amerikanische Designer Tom Tjaarda beteiligt.
Die Verglasung, die Türen und die vorderen Kotflügel des Imperial waren mit denen des Cordoba identisch. Allerdings wurde der vordere Überhang durch ein Ansetzstück verlängert. Die Frontpartie war eigenständig gestaltet. Sie trug einen exponierten Kühlergrill mit senkrecht verlaufenden, verchromten Streben (sogenannter Waterfall-Grill). Die zurückversetzten Scheinwerfer waren im deaktivierten Zustand hinter breiten, in Wagenfarbe lackierten Abdeckungen verborgen. Die Grundkonzeption dieser Gestaltung ist auf das Chrysler Le Baron Turbine Car zurückzuführen, eine Stylingstudie des Chrysler-Designers Bob Marcks aus dem Jahr 1976, die auf dem Cordoba (B-Body) basierte.
Auch die Heckpartie des Imperial war eigenständig gestaltet. Sie wies ein sog. Hooper-Heck auf, bei dem die hintere Linie der C-Säule in die Wagenflanken verlängert war, sodass der Kofferraum wie aufgesetzt wirkte. Dieses Gestaltungsmerkmal sollte das Design klassischer britischer Luxuswagen aufgreifen, insbesondere von Rolls-Royce-Modellen der frühen Nachkriegszeit, die in dieser Form unter anderem von dem Karosseriehersteller Hooper eingekleidet worden waren. Das der Hooper Empress Line und dem Razor Edge Design nachempfundene Bustle Back oder Hooper-Heck hatten in den frühen 1980er-Jahren die teuersten Modelle aller drei amerikanischen Automobilkonzerne. Am bekanntesten war die zweite Serie des Cadillac Seville, die im Herbst 1979 – also ein halbes Jahr vor dem Imperial – vorgestellt worden war; wenig später zog Lincoln mit dem kleinen Continental nach. Chrysler behauptete später, die eigenen Stilisten seien die ersten gewesen, die dieses Gestaltungsmerkmal verwendeten; das Unternehmen sei aber aus finanziellen Gründen nicht in der Lage gewesen, den Imperial noch vor dem Cadillac Seville auf den Markt zu bringen.

### Technik
In technischer Hinsicht entsprach der Imperial weitestgehend dem Chrysler Cordoba. Er hatte unter anderem dessen Radaufhängung, die der Konstruktion der Mittelklassemodelle Dodge Aspen/Plymouth Volaré entsprach. Einen wesentlichen Unterschied gab es allerdings im Bereich der Antriebstechnik: Als Antrieb diente ein 5,2 Liter großer Achtzylindermotor, der seit den frühen 1970er-Jahren in vielen Modellen des Chrysler-Konzerns verwendet wurde. Während er bei den sonstigen Chrysler-Modellen allerdings mit einer Vergaseranlage ausgerüstet war, kombinierte Chrysler ihn für den Einsatz im Imperial serienmäßig mit einer elektronischen Saugrohreinspritzung. Die Einspritzanlage war nicht hinreichend erprobt und erwies sich im Alltag als sehr unzuverlässig. Auch die Werkstätten waren mit der aufwendigen Elektronik vielfach überfordert. Chrysler bot daher ab 1981 an, die Fahrzeuge im Garantiewege auf eine herkömmliche Vergaseranlage zurückzurüsten. Davon machten zahlreiche Kunden Gebrauch. Alternativ bestand die Möglichkeit, den Imperial mit dem größeren, werksseitig nicht mehr in Neufahrzeugen eingesetzten 5,9-Liter-Motor auszustatten. Auch diese Variante wurde häufig gewählt.
Der Imperial war an den Vorderrädern mit Scheiben- und hinten mit Trommelbremsen ausgestattet. Damit unterschied er sich von seinem Vorgänger der Modelljahre 1974 und 1975, der serienmäßig Scheibenbremsen an allen Rädern hatte.
Der Imperial war 250 kg schwerer als der Cordoba, auf dem er basierte. Vollgetankt wog das Auto über 2.000 kg. Das Mehrgewicht war – abgesehen von den geänderten Karosserieteilen – auf dickeren Stahl in einigen Karosseriebereichen sowie auf die gegenüber dem Cordoba erhöhte Verwendung von geräuschdämmenden Materialien zurückzuführen.

### Ausstattung
Der Imperial war ab Werk vollständig ausgestattet. Zum serienmäßigen Lieferumfang gehörten elektrisch betätigte Fenster, elektrisch verstellbare Sitze, eine Klimaanlage und eine variable Lenksäule. Die Käufer konnten, ohne einen Aufpreis zu zahlen, zwischen einer Mark Cross-Lederausstattung oder Stoffbezügen wählen. Daneben standen vier verschiedene Cassettenradios und verschiedene Räder bzw. Radkappen zur freien Wahl. Das einzige aufpreispflichtige Detail war ein elektrisches Schiebedach („Moonroof“). Der Imperial war damit das erste amerikanische Auto der jüngeren Geschichte, das in Vollausstattung und ohne aufpreispflichtige Extras ausgeliefert wurde.

### Frank Sinatra Edition
Eine besondere Version war der Imperial „Frank Sinatra Edition“, die nach dem Sänger und Entertainer Frank Sinatra benannt war.
Sinatra, ein persönlicher Freund des Chrysler-Chefs Lee Iacocca, war bereits frühzeitig an der Vermarktung des Imperial Coupés beteiligt gewesen. So zeigte ein Fernsehspot im Frühherbst 1980, wie Sinatra einen fabrikneuen Imperial an den Schauspieler Gregory Peck verkaufte.
Im Juni 1981 führte Chrysler sodann die „Frank Sinatra Edition“ (auch: „Imperial FS“) ein. Sie unterschied sich von dem regulären Imperial in erster Linie durch eine besondere Lackierung: Der Imperial FS war in Glacier Blue (Gletscherblau) lackiert, einem hellen Blauton, der an Frank Sinatras Augenfarbe erinnern sollte. Damit verbunden war wahlweise eine blaue Lederausstattung oder ein blauer Stoffbezug für die Sitze. Im Innenraum hatte der „Imperial FS2“ eine kleine Mittelkonsole mit Sinatra-Logo und ein besonderes Radio. Zum Lieferumfang gehörten schließlich 16 Musikkassetten mit Sinatras besten Liedern.
Im verbleibenden Modelljahr 1981 (Juni bis September 1981) entstanden 170 „Imperial FS“, 1982 waren es 326. Die gletscherblaue Lackierung war darüber hinaus auch im Modelljahr 1983 erhältlich; zu dieser Zeit entfiel allerdings die Bezeichnung „Frank Sinatra Edition“.

## Produktion und Preise
Der Imperial wurde von August 1980 bis April 1983 hergestellt. Das Auto war in der Oberklasse positioniert. Das Marketing sah die Hauptkundschaft in überdurchschnittlich gebildeten, über 50 Jahre alten Männern. Die Konkurrenten des Imperial waren der Continental Mark VI sowie der frontgetriebene Cadillac Eldorado.

### Produktionsprozess und Vertrieb
Der Imperial entstand in Chryslers für Kleinserien zuständiger Fabrik im kanadischen Windsor, in der auch die Modelle Cordoba und Mirada hergestellt wurden. Chrysler behauptete, dass der Imperial ausschließlich von Arbeitern zusammengebaut wurde, die eine Betriebszugehörigkeit von mindestens 25 Jahren aufwiesen. Die für den Imperial verwendeten Komponenten waren mit besonderer Sorgfalt ausgewählt. Nach der Fertigstellung sollte jeder Imperial einem Simulationstest und einer anschließenden Probefahrt von 5,5 Meilen unterzogen werden.
Der Imperial wurde nicht von allen nordamerikanischen Chrysler-Händlern vertrieben. Er blieb 416 US-amerikanischen und 42 kanadischen Händlern vorbehalten, die sich um die Verkaufsberechtigung bewerben und besondere Anforderungen erfüllen mussten.

### Produktionsumfang
Anfänglich war vorgesehen, insgesamt 25.000 Exemplare des Fahrzeugs herzustellen. Diese Planungen ließen sich indes nicht einhalten; tatsächlich entstanden in drei Jahren lediglich 12.385 Imperial. Der Produktionsumfang sank im Laufe der Zeit kontinuierlich. 1981 entstanden 8.113 Fahrzeuge, 1982 waren es 2.717, und in den ersten vier Monaten des Jahres 1983 wurden noch einmal 1.555 Autos fertiggestellt. Lediglich in drei Monaten (September bis November 1980) wurden vierstellige Produktionszahlen erreicht, in allen sonstigen Monaten lag die Produktion im niedrigen dreistelligen, vereinzelt auch nur im zweistelligen Bereich.
| Produktionszahlen Imperial 1981–1983 und seine Konkurrenten im Vergleich | Produktionszahlen Imperial 1981–1983 und seine Konkurrenten im Vergleich | Produktionszahlen Imperial 1981–1983 und seine Konkurrenten im Vergleich | Produktionszahlen Imperial 1981–1983 und seine Konkurrenten im Vergleich |
| Modelljahr                                                               | Imperial                                                                 | Cadillac Eldorado                                                        | Continental Mark VI Coupé                                                |
| ------------------------------------------------------------------------ | ------------------------------------------------------------------------ | ------------------------------------------------------------------------ | ------------------------------------------------------------------------ |
| 1981                                                                     | 8.113                                                                    | 60.643                                                                   | 18.740                                                                   |
| 1982                                                                     | 2.717                                                                    | 52.018                                                                   | 11.532                                                                   |
| 1983                                                                     | 1.555                                                                    | 67.416                                                                   | 12.743                                                                   |

### Preise
Der Imperial wurde 1981 zu einem Preis von 18.690 US-$ angeboten. Er war damit der teuerste Personenwagen des Chrysler-Konzerns. Chryslers teuerste und größte Limousine, der auf der R-Plattform basierende New Yorker, wurde im gleichen Jahr für 10.982 US-$ verkauft, ein nahezu baugleicher, aber schlichter ausgestatteter Newport für 8.032 US-$. Chryslers neues Volumenmodell, der Plymouth Reliant, kostete in der Basisversion mit 5.880 US-$ weniger als ein Drittel des Imperial.
Der Imperial war auch teurer als seine unmittelbaren Konkurrenten. Ein Continental-Mark-VI-Coupé wurde 1981 zu einem Basispreis von 17.237 US-$ angeboten, ein Cadillac Eldorado kostete 16.871 US-$. Zu berücksichtigen ist allerdings, dass bei beiden Konkurrenzmodellen – anders als beim Imperial – zahlreiche Ausstattungsdetails aufpreispflichtig waren, sodass sie mit vergleichbarer Ausstattung letztlich teurer waren als Chryslers Coupé.

## Der Imperial in der Motorpresse

### Fahreindrücke
Die amerikanische Presse unterzog den Imperial 1980 und 1981 einer Reihe von Tests. In den Testberichten wurden die Geräuscharmut und die Federung gelobt, die weich, aber nicht schwammig sei. Anderseits wurde die servounterstützte Lenkung als gefühllos kritisiert.

### Bewertungen
Kritische Stimmen bezeichneten den Imperial als „Auto von gestern“ oder als „Luxusspielzeug für Menschen, die an Autos nicht sehr interessiert sind.“ Er sei ein Auto mit einem „Darth Vader Styling“, das auf einem veralteten Kleinwagenchassis aufbaue und eine neue Benzineinspritzung habe, die selbst für Chrysler zu anspruchsvoll sei.

## Der Imperial im Motorsport

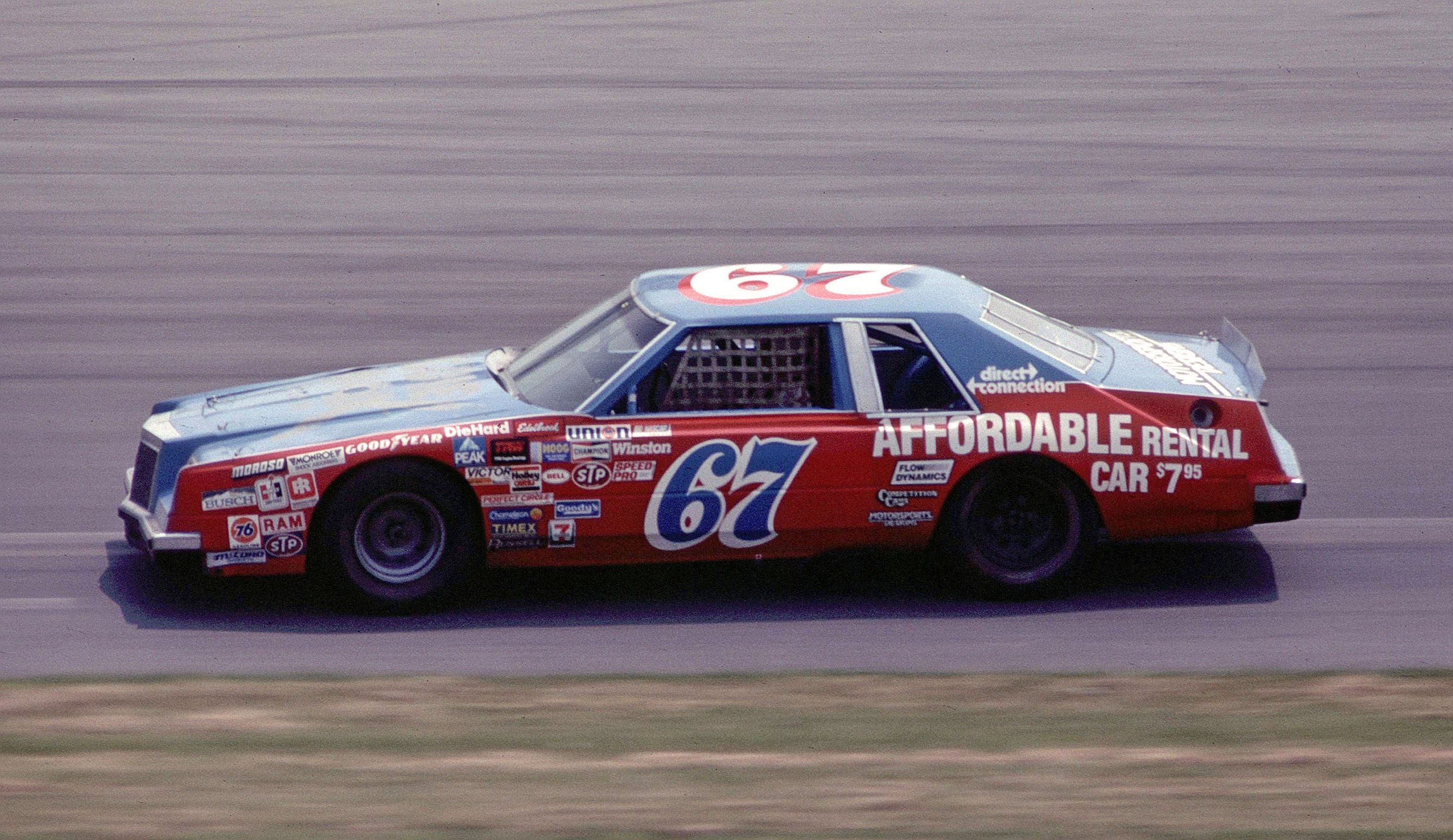
Buddy Arringtons Chrysler Imperial

Einige Imperial-Fahrzeuge nahmen in den Jahren 1981 bis 1985 an NASCAR-Rennen teil. Fahrer waren Buddy Arrington, Rick Baldwin, Cecil Gordon und Maurice Randall. Ein Imperial belegte den sechsten Platz im Sommerrennen 1982 in Brooklyn (Michigan).

## Sonderaufbauten
Werksseitig wurde der Imperial ausschließlich als zweitüriges Coupé geliefert. Eine Cabrioletversion war nicht vorgesehen, auch das in Amerika sehr beliebte Vinyldach, das im Stil eines Cabriolets gewölbt war, konnte nicht geliefert werden. Freie Werkstätten wie Global Coach (1981) und Carelli Autoworks (1983) wandelten allerdings auf Kundenwunsch einige Imperials in Cabriolets um.
Daneben entstanden bei freien Werkstätten mehrere viertürige Limousinen, und zwar sowohl mit kurzem als auch mit längerem Radstand.
Der Schweizer Autohersteller Felber veredelte 1983 ein Imperial-Coupé auf Kundenwunsch. Das Exterieur wurde unverändert übernommen; im Wesentlichen wurde der Innenraum aufgewertet.

## Trivia
Eine viertürige Limousine auf der Basis des Imperial wurde in dem Kinofilm Auf dem Highway ist wieder die Hölle los gezeigt: Zwei von Burt Reynolds und Dom DeLuise verkörperte Hobbyrennfahrer setzen die in einer Militärfarbe lackierte Limousine bei einem illegalen Cannonball-Rennen ein und geben, um Geschwindigkeitsübertretungen zu erklären, vor, die amerikanische Armee transportiere in dem Auto in geheimer Mission atomare Brennstoffe.